# Австралия на летних Олимпийских играх 1928
Австралия принимала участие в Летних Олимпийских играх 1928 года в Амстердаме (Северная Голландия, Нидерланды) в восьмой раз за свою историю, и завоевала одну золотую, две серебряные и одну бронзовую медали. Сборную страны представляли 14 мужчин и 4 женщины.

## Медалисты
| Медаль  | Спортсмен     | Вид спорта           | Дисциплина                     |
| ------- | ------------- | -------------------- | ------------------------------ |
| Золото  | Генри Пирс    | Академическая гребля | Мужчины, одиночки              |
| Серебро | Эндрю Чарлтон | Плавание             | Мужчины, 400 м вольным стилем  |
| Серебро | Эндрю Чарлтон | Плавание             | Мужчины, 1500 м вольным стилем |
| Бронза  | Эдгар Грэй    | Велоспорт            | Мужчины, гит с места 1 км      |

## Результаты соревнований

### Академическая гребля
Олимпийские соревнования по академической гребле проходили с 3 по 10 августа в деревне Слотен, которая расположена в 6 км к западу от центра Амстердама. В каждом заезде стартовали две лодки. Победитель заезда проходил в следующий раунд, а проигравшие на предварительном этапе попадали в отборочный раунд. Спортсмены, проигравшие два заезда, завершали борьбу за медали. Начиная с третьего раунда экипажи, уступавшие в заезде, выбывали из соревнований. Для определения бронзового призёра проводился заезд за 3-е место.
Мужчины
| Соревнование | Спортсмены | Первый раунд         | Отборочный заезд     | Второй раунд         | Отборочный заезд     | Третий раунд         | Полуфинал            | Финал                | Место |
| Соревнование | Спортсмены | Соперник / Результат | Соперник / Результат | Соперник / Результат | Соперник / Результат | Соперник / Результат | Соперник / Результат | Соперник / Результат | Место |
| ------------ | ---------- | -------------------- | -------------------- | -------------------- | -------------------- | -------------------- | -------------------- | -------------------- | ----- |
| одиночки     | Генри Пирс | GERВ. Флинш В -26,0  | не участвовал        | DENА. Шварц В -19,6  | не участвовал        | FRAВ. Сорен В -29,0  | GBRД. Коллет В -6,8  | USAК. Майерс В -9,8  | 1     |